# Verwaltungsgemeinschaft Biessenhofen
Die Verwaltungsgemeinschaft Biessenhofen im schwäbischen Landkreis Ostallgäu besteht seit der Gemeindegebietsreform am 1. Mai 1978. Ihr gehören als Mitgliedsgemeinden an:
1. Aitrang, 1952 Einwohner, 30,73 km²
2. Biessenhofen, 4222 Einwohner, 27,00 km²
3. Bidingen, 1897 Einwohner, 36,31 km²
4. Ruderatshofen, 1727 Einwohner, 33,52 km²

Sitz der Verwaltungsgemeinschaft ist Biessenhofen.